# David ben Joseph Coen Bakri
Ne doit pas être confondu avec David Bacri, nommé par Napoléon consul général à Alger, également décapité en 1811 par ordre du dey d'Alger
David ben Joseph Coen Bakri (en hébreu: דוד בן יוסף כהן-בכרי) est un chef de la communauté juive à Alger, succédent Naphtali Busnach en novembre 1806, il est mort décapité par le dey Hadj Ali en février 1811.

## Biographie
David Bakri est né en 1770 dans une riche famille juive d'Alger, les Bakri, qui s'était fait un nom dans l'exportation de grains,. À la mort de Naphtali Busnach, Ahmed II, qui avait succédé à Mustapha Pacha, nomma le 1 novembre 1806, David comme chef de la communauté juive a Alger, un poste qu'il occupa jusqu'en 1811,, Le dey Hadj Ali qui régna de 1809 a 1815, détestait David Bakri à cause d'une dispute avec son père, Joseph Bakri. Cette mésentente touchait tous les fils de Joseph, y compris David. Mais Hadj Ali devait quand même garder des bonnes relations avec la famille Bakri car ils étaient importants dans l'exportation de grains à l'étranger, un domaine qui intéressait beaucoup le dey.

## Mort
En 1811, David Duran, issu d'une famille juive riche et chef de la communauté juive d'Oran, détestait fortement David Bakri. Cette haine venait de la rivalité entre les familles Duran et Bakri. Il décida d'accuser David Bakri de trahison auprès du Dey Hadj Ali. Hadj Ali était connu pour exécuter des gens sans tenir compte de leur rang. Duran prétendit que David Bakri s'était plaint contre la Sublime Porte (le gouvernement ottoman), après que celle-ci aurait apparemment comploté contre lui. Hadj Ali, lui-même d'origine turque, fit décapiter David Bakri le 4 février 1811. David Duran remplaça alors Bakri comme chef des Juifs d'Alger. Cependant, son règne fut de courte durée il fut également décapité en octobre 1811,,,,.